# Stanislav Asseïev
Stanislav Volodomyrovytch Asseïev (en ukrainien : Станіслав Володимирович Асєєв), né à Donetsk en 1989, est un écrivain et journaliste ukrainien.
Son œuvre la plus connue est le roman L'Éléphant de Melchior (2016). En mai 2014, sa ville natale, Donetsk, est tombée sous le contrôle de militants pro-russes et il y est resté. En 2015-2017, Stanislav publiait ses articles (écrits sous le pseudonyme de Stanislav Vasin) pour le journal Dzerkalo Tyjnia et d'autres médias ukrainiens.
Il est arrêté et emprisonné par les séparatistes prorusses en mai 2017 dans un centre de torture de Donetsk. Amnesty International, Human Rights Watch, Reporters sans frontières et l’Organisation pour la sécurité et la coopération en Europe demandent alors sa libération immédiate,,,.
Asseïev est libéré et remis aux autorités ukrainiennes par les séparatistes prorusses le 29 décembre 2019 lors d'un échange de prisonniers.

## Biographie
Stanislav Asseïev est né à Donetsk en 1989. En 2006, il est diplômé de l'école secondaire de la ville de Makiïvka et a commencé des cours d'institut d'informatique et d'intelligence artificielle à l'université technique nationale de Donetsk. Là, il a obtenu une maîtrise en sciences religieuses avec distinction en 2012.
Ses intérêts philosophiques incluent l'ontologie française et allemande du XXe siècle.
Comme cela a été décrit dans une biographie publiée dans le magazine Yunost après qu'il s'est rendu à Paris, il a postulé auprès de la Légion étrangère, puis est revenu en Ukraine et a exercé de nombreuses professions (chargeur, stagiaire à la banque, fossoyeur, opérateur de la société de courrier, vendeur).

### Disparition
Stanislav Asseïev est resté à Donetsk depuis sa capture par des militants pro-russes en 2014. Il a décrit la guerre du Donbass et sa vie sous l'occupation dans son roman et ses reportages journalistiques.
Son dernier rapport concernait le projet Donbass Realities de Radio Free Europe, envoyé le 2 juin 2017 (le rapport est contesté et n'a peut-être pas été écrit par lui ou alors sous la pression de ravisseurs). Sa page Facebook a été active pendant un certain temps, mais probablement gérée par une autre personne.
La mère de Stanislav Asseïev (résidant à Makiivka, près de Donetsk) s'est rendue dans son appartement et a été témoin de traces d'entrées illégales et de fouilles à cet endroit.
Son camarade étudiant et ancien député, Yehor Firsov, a annoncé la disparition de Stanislav Asseïev le 6 juin, accusant des activistes soutenus par la Russie d'enlèvement. Ce service a ensuite été commenté par le Service de sécurité d'Ukraine, la Mission de surveillance des droits de l'homme des Nations unies en Ukraine et l'Union des journalistes d'Ukraine.
Le 16 juillet 2017, un agent du « ministère de la Sûreté de l'État » de la RPD a confirmé à sa mère que son fils était sous leur garde et qu'il était soupçonné « d'espionnage ». Les médias indépendants ne sont pas autorisés à faire des reportages à partir du territoire contrôlé par la RPD.
En juillet 2018, Asseïev entame une grève de la faim alors qu'il est en prison.

### Libération
Asseïev est libéré et remis aux autorités ukrainiennes par les séparatistes prorusses le 29 décembre 2019 lors d'un échange de prisonniers.

## Littérature
Le travail principal d'Asseïev en prose est un roman autobiographique intitulé L'éléphant de Melchior ou Un homme qui réfléchissait. Il a été publié pour la première fois à Moscou dans le magazine Iounost’ et est sorti l'année suivante sous forme de livre relié dans la maison d'édition Kaïala (ukrainien : Каяла) à Kiev.
- L'Éléphant de Melchior (2016)
- Donbass : un journaliste en camp témoigne, Lviv, 2020, trad. fr. par Iryna Dmytrychyn, Neuilly, Atlande, 218 pages  (ISBN 978-2-3503-0780-0)

## Prix
En août 2020, il a reçu le prix de la presse libre d'Europe de l'Est de la Fondation allemande Die Zeit et de Fritt Ord.